# GNewSense
gNewSense — основанный на Debian дистрибутив Linux, разработанный при поддержке Фонда свободного программного обеспечения. Его цель — удобство для пользователя без проприетарного программного обеспечения (например, двоичных блобов). Фонд свободного программного обеспечения считает gNewSense полностью состоящим из свободного программного обеспечения.
gNewSense занимает относительно строгую позицию в отношении несвободного программного обеспечения. Например, исключается любая документация, содержащая инструкции по установке проприетарного программного обеспечения.

## История
Проект был создан Брайаном Бразилом и Полом О’Мэлли в 2006 году. gNewSense первоначально был основан на Ubuntu. Начиная с версии 1.0, Фонд свободного программного обеспечения помогает gNewSense.
8 августа 2011 года DistroWatch классифицировал gNewSense как «бездействующий» из-за двухлетнего отсутствия релизов. К сентябрю 2012 года DistroWatch снова изменил статус на «активный», а 6 августа 2013 года был выпущен gNewSense 3 «Parkes» — первая версия, основанная на Debian. В 2017 году, в нескольких дискуссиях на форумах Trisquel gNewSense снова считается неактивным.

## Технические аспекты

Логотип gNewSense с 2007 по 2013 год.

По умолчанию gNewSense использует GNOME. Графический пользовательский интерфейс может быть настроен с учётом выбора пользователем диспетчера X-дисплея, оконных менеджеров и других настольных сред, доступных для установки через размещенные репозитории.
Установщик Ubiquity позволяет устанавливать операционную систему на жёсткий диск из среды Live CD без перезагрузки компьютера перед установкой.
Помимо стандартных системных инструментов и других небольших приложений, gNewSense поставляется со следующим программным обеспечением: офисный пакет OpenOffice.org, веб-браузер Epiphany, мессенджер Empathy и GIMP для редактирования фотографий, и другой растровой графики. По умолчанию устанавливаются общие инструменты разработки программного обеспечения, включая GCC.

### Установка
Live CD можно использовать для запуска операционной системы, и установки на диск. Образы компакт-дисков доступны для загрузки.

### История версий
gNewSense имеет четыре основных выпуска:
| Версия                      | Кодовое имя | Дата релиза | Дата окончания поддержки | Основан на               | Поддерживаемые архитектуры   |
| --------------------------- | ----------- | ----------- | ------------------------ | ------------------------ | ---------------------------- |
| 1.0                         | DeltaD      | 2006-11-02  | 2008-05-01               | Ubuntu 6.06 Dapper Drake | Неизвестно                   |
| 2.0                         | DeltaH      | 2008-04-30  | 2014-01-03               | Ubuntu 8.04 Hardy Heron  | Неизвестно                   |
| 3.0                         | Parkes      | 2013-08-06  | 2015-12-31               | Debian 6.0 Squeeze       | i386, amd64, Lemote Yeeloong |
| 4.0                         | Ucclia      | 2016-05-02  | 2018-05-31               | Debian 7 Wheezy          | i386, amd64, Lemote Yeeloong |
| Старая версияТекущая версия |             |             |                          |                          |                              |

В 2016 году, gNewSense заявила, что следующей версией будет версия 5.0.

## Сравнение с другими дистрибутивами
Непосредственные хранилища программного обеспечения не предоставляются проектом gNewSense, и большинство несвободных файлов были удалены. Хотя он был основан на Ubuntu, репозиторий пакетов «Universe» был включён по умолчанию. Чтобы избежать проблем с товарными знаками, которые возникают из-за модификации Mozilla Firefox, gNewSense 1.1 переименовал его в «BurningDog». BurningDog также не предлагает устанавливать несвободные плагины, такие как Adobe Flash. gNewSense 2.0 отказался от BurningDog и принял веб-браузер Epiphany (позже переименованный просто в «Web»), компонент GNOME, в качестве приложения браузера по умолчанию, и пришёл с рекомендациями и инструкциями для компиляции и запуска GNU IceCat. gNewSense 3.0 сохраняет Web как браузер по умолчанию, но также имеет модифицированную версию Iceweasel от Debian, которая не предлагает доступ к проприетарным надстройкам.
Debian — дистрибутив Linux, известный строгими требованиями к лицензированию и приверженностью принципам свободного программного обеспечения. Хотя и Debian, и gNewSense строго исключают несвободное программное обеспечение и двоичные блобы из своих официальных выпусков, Debian поддерживает, и размещает неофициальные репозитории несвободного программного обеспечения, и встроенного программного обеспечения, а свободное программное обеспечение Debian иногда зависит или предполагает дополнительную установку проприетарного программного обеспечения, в соответствии с теорией о том, что собственная информированная пользователем информация об использовании такого программного обеспечения должна иметь первостепенное значение, что выражено в пункте 5 Общественного договора Debian (хотя управление демократическим проектом Debian показало, что эта позиция стала источником повторяющихся споров). gNewSense, напротив, не предоставляет каких-либо пакетов, которые зависят от использования бесплатного программного обеспечения, прошивки, расширений или плагинов, которые предлагают использовать его, а также не обеспечивает, чтобы gNewSense Project обеспечивал удобный доступ к проприетарному программному обеспечению по любой причине, рассматривая это как отмена обязательств по разработке решений для свободного программного обеспечения. Как и в Debian, политики gNewSense не позволяют включать документацию, которая лицензируется в соответствии с лицензией GNU Free Documentation License с инвариантными разделами. Это включает в себя множество руководств и документации, выпущенных самим проектом GNU.
В то время, как gNewSense изначально был форком Ubuntu (изначально являлся форком Debian) в результате разработки предыдущей работы над разработчиком Полом О’Мэлли с Ubuntu, а с gNewSense 3.0 дистрибутив стал основываться на Debian, как на основе для распространения программного обеспечения. Частично это объясняется тем, что проект Debian тщательно дезагрегирует бесплатное программное обеспечение в своём официальном дистрибутиве с проприетарного программного обеспечения, к которому он предоставляет доступ. Действительно, многие пакеты, в том числе пакеты Debian, такие как Iceweasel и Icedove, портированные на gNewSense, просто модифицируются таким образом, что они больше не предоставляют такой любезности доступ к несвободным параметрам программного обеспечения.

## Ограничения
Поскольку репозитории gNewSense содержат только свободное программное обеспечение, поддержка аппаратного обеспечения, требующая прошивки, и для которой нет свободной прошивки (например, некоторых беспроводных сетевых карт), недоступна.
К 1 мая 2008 года трёхмерная графика и поддержка приложений были временно удалены из-за проблем с лицензированием с Mesa 3D. После 13 января 2009 года эти проблемы были решены, и поддержка 3D стала стандартной, начиная с версии 2.2.

## Мнения
В обзоре gNewSense 3.0 в августе 2013 года Джесси Смит из DistroWatch отметила, что многие из предоставленных приложений, включая OpenOffice.org 3, Debian blobbed 2.6.32 Linux kernel (на основе Linux-libre tools), Iceweasel 3.5 и GNOME 2.30 были совершенно устаревшими. Смит завершила этот обзор следующими словами:
Вообще говоря, я была довольна gNewSense 3.0. Основанный на Debian дистрибутив можно рассчитывать на обеспечение стабильности и потрясающей производительности. Дистрибутив скудный, быстрый и не загромождённый. Стороной этого является системный установщик gNewSense и инструменты управления пакетами по умолчанию, ориентированные больше на опытных пользователей, и, вероятно, будут обеспечивать документацию начинающим пользователям Linux. Мало что автоматизировано, и есть минимум рук. Главной особенностью gNewSense, отсутствия проприетарного программного обеспечения. С одной стороны, это означает, что вся операционная система может быть проверена, изменена и перераспределена. Это отлично с точки зрения свободы программного обеспечения. Тот факт, что дистрибутив может воспроизводить большинство мультимедийных форматов и хорошо справляться с Flash-контентом, является свидетельством наличия свободного и открытого программного обеспечения. Одна проблема, с которой я столкнулась с политикой программного обеспечения gNewSense, касалась моей беспроводной сетевой карты. Большинство дистрибутивов поставляются с несвободным прошивкой Intel, но gNewSense не включает его, и это означает, что дистрибутив не подходит для моего ноутбука. Это, с другой стороны, отличное совпадение с моей настольной системой.
Ричард Столлман (основатель и бывший президент Фонда Свободного Программного Обеспечения) сказал, что он использовал gNewSense в январе 2010 года, и он всё ещё использовал его в апреле 2014 года. С тех пор Столлман перешёл на Trisquel.
Сердар Егулалп рассмотрел gNewSense для InfoWorld. Он сказал:
Основой gNewSense является дистрибутив Debian, который уже исключает запатентованные двоичные блобы, и несвободное программное обеспечение, но обеспечивает доступ к ним через репозитории. Но gNewSense идёт дальше: он даже не включает доступ к такому программному обеспечению в своих репозиториях. В его документации также содержатся только материалы, совместимые с GNU Free Documentation License.
В посте Network World о gNewSense 3.1 в феврале 2014 года Брайан Лундук рассмотрел этот дистрибутив Linux со следующими словами:
Фактически, установка на складе gNewSense — в значительной степени благодаря использованию более старых и более лёгких версий популярного программного обеспечения — невероятно быстро и поразительно не облагается налогом на ваше оборудование. Вся система, при входе в систему без какого-либо дополнительного программного обеспечения, использует примерно 105 МБ ОЗУ. Так что этот компактный маленький дистрибутив будет хорошо работать на даже скромном оборудовании.